# Michał Adamowicz
Michał Adamowicz (ur. 1954 w ZSRR, zm. 5 września 1982 w Lubinie) – elektryk z Zakładów Górniczych Lubin, członek NSZZ Solidarność. Zmarł wskutek działań Milicji Obywatelskiej podczas demonstracji 31 sierpnia 1982, nazwanej zbrodnią lubińską. Bezpośrednią przyczyną zgonu była rana postrzałowa głowy. W momencie śmierci Michał Adamowicz miał 28 lat.

## Życiorys
Urodził się pod Wilnem, miał trzy siostry. W 1958 rodzina wyjechała do Polski. Około 1973 znalazł zatrudnienie w kopalni w Iwinach. W 1975 zatrudnił się w Zakładzie Górniczym „Lubin”, a w 1978 otrzymał od kombinatu mieszkanie. Był bezpartyjny, w sierpniu 1980 zapisał się do NSZZ „Solidarność”. Po wprowadzeniu stanu wojennego wziął udział w strajku wydziału G7. Pomimo delegalizacji Solidarności opłacał składki członkowskie oraz kolportował ulotki .

## Okoliczności śmierci
Adamowicz był jednym z protestujących podczas manifestacji, która odbyła się 31 sierpnia 1982 w Lubinie. Tego dnia rano wyszedł do pracy, którą skończył o 14:00. Wtedy dowiedział się o planowanej na godzinę 16:00 manifestacji. Poszedł tam wraz z grupą kolegów, by, jak to ujął, trochę powalczyć z komunistami. Brał udział w układaniu krzyża z kwiatów, wykrzykiwał hasła. Wraz z innymi rzucił się do ucieczki na dźwięk salwy z ostrej amunicji. Pocisk dosięgnął go o godz. 17:30, gdy biegł koło mostu na potoku Baczyna, rozrywając część twarzy i okolice prawego ucha.

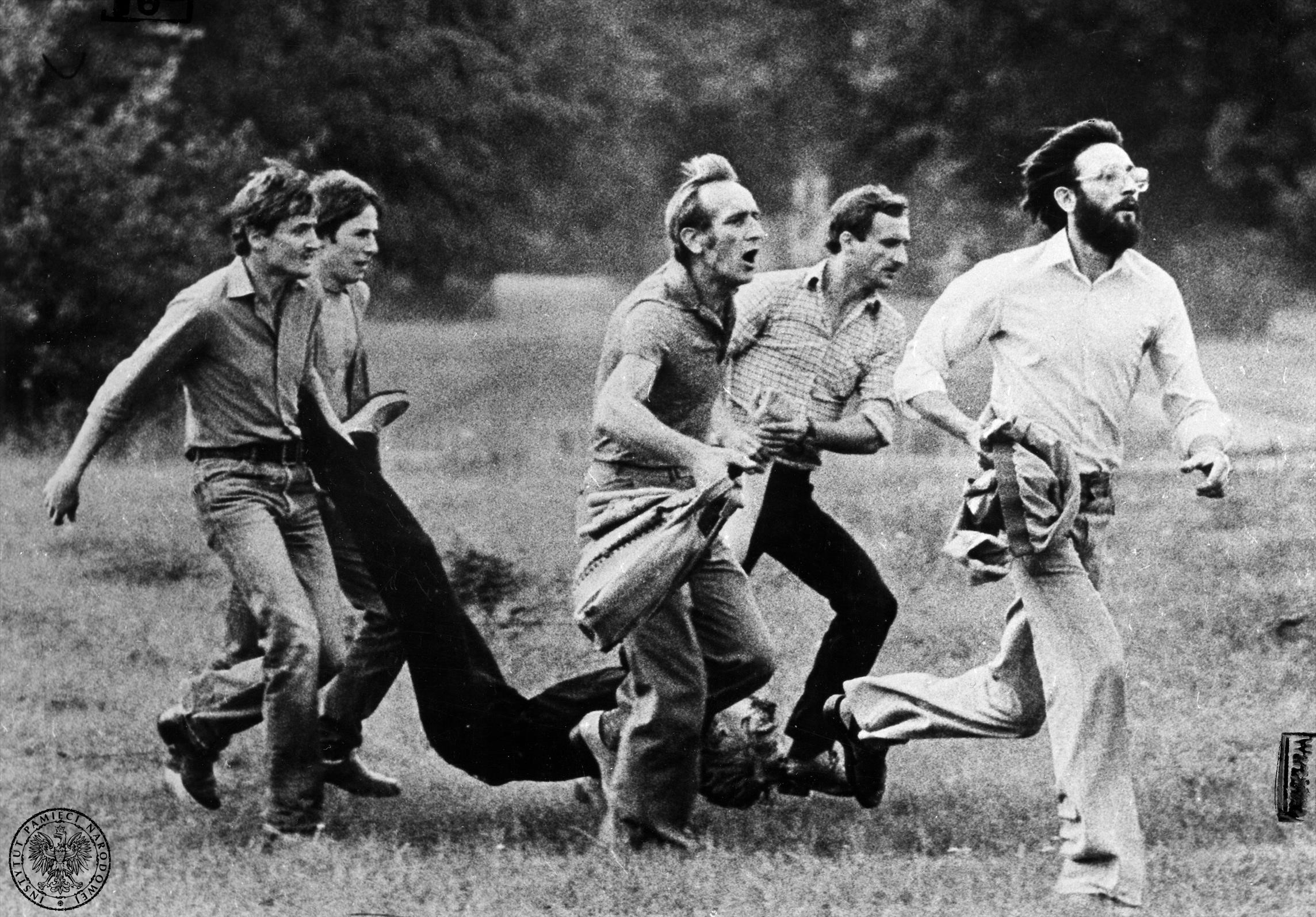
Demonstranci niosą rannego Michała Adamowicza. Fot. Krzysztof Raczkowiak

Zachowało się zdjęcie autorstwa fotoreportera legnickiego tygodnika Konkrety Krzysztofa Raczkowiaka, na którym czterech mężczyzn niesie Michała Adamowicza trafionego kulą. Na ulicy Zawadzkiego ludzie zatrzymali samochód marki Polski Fiat 125p, którego kierowca, Jan Kiper, zgodził się zawieźć Adamowicza do szpitala. Istnieje zdjęcie, na którym mężczyźni układają ciężko rannego Adamowicza z tyłu auta. Do szpitala trafił nieprzytomny. Lekarze, podczas wstępnego badania, stwierdzili, że ranny ma w kości ciemieniowej otwór o wymiarach 2,5 na 3 cm, w potylicy znajdował się otwór o wymiarach 0,5 na 0,7 cm. Adamowicz zmarł w szpitalu 5 września 1982. Badanie przeprowadzone po śmierci wykazało, że oba otwory były połączone kanałem przechodzącym przez prawą półkulę mózgową. Za przyczynę śmierci uznano postrzał powodujący uszkodzenie ośrodkowego układu nerwowego. Jak się później okazało, lekarzom kazano trzymać pacjentów z demonstracji przy życiu jak najdłużej, by w kartotekach nie figurowali jako zabici.
W chwili śmierci Michał Adamowicz miał 28 lat. 8 września odbył się jego pogrzeb, który stał się manifestacją społeczeństwa Lubina. We mszy uczestniczyło 20 księży i 1 zakonnik oraz ok. 4 tys. mieszkańców Lubina, przybyły na nią delegacje załóg zakładów z Legnicy, Głogowa i miast wojewódzkich. W miejscu śmiertelnego ranienia Adamowicza w późniejszym okresie wielokrotnie składano kwiaty. 11 kwietnia 1983 umieszczono tam drewniany krzyż z napisem: Czerwoni mordercy strzałem w tył głowy zabili Michała Adamowicza lat 28 – pomścimy. Żona zamordowanego wielokrotnie składała kwiaty i paliła znicze w miejscu zranienia męża. Były one natychmiast niszczone lub usuwane. Ponadto funkcjonariusze Milicji Obywatelskiej żądali od rodziny Adamowicza, aby zrezygnowała z kamiennego nagrobka na jego mogile. Następnie starali się zmusić rodzinę do skorygowania podanej na nim daty śmierci (pierwotnie umieszczono tam 31 sierpnia). Wobec oporu żony poprawki na 5 września dokonał miejscowy kamieniarz, któremu Służba Bezpieczeństwa zagroziła likwidacją zakładu .

## Życie prywatne
Zawarł związek małżeński z Wandą w 1973, mieli syna Łukasza i córkę Agnieszkę .

## Winni
Zacieranie śladów zbrodni zaczęło się już kilka godzin po wydarzeniu. Proces milicjantów rozpoczął się w roku 1993 i trwał 10 lat. Ostatecznie skazano trzech milicjantów: Bogdana Garusa, byłego zastępcę komendanta wojewódzkiego MO w Legnicy, Tadeusza Jarockiego, dowódcę plutonu ZOMO strzelającego ostrą amunicją i Jana Maja, zastępcę komendanta miejskiego MO w Lubinie na wyroki odpowiednio 15 miesięcy, dwa i pół roku i trzy i pół roku pozbawienia wolności. Na łagodność wyroków wpłynęły amnestie.

## Kontrowersje
W roku 2015 toruńska agencja reklamowa Project użyła fotografii Krzysztofa Raczkowiaka z ciężko rannym Adamowiczem do promowania w mediach społecznościowych wódki Extra Żytniej z dodatkowym hasłem „Kac Vegas? Scenariusz pisany przez Żytnią”. Spotkało się to z falą krytyki. Marka przeprosiła za zaistniałą sytuację.

## Upamiętnienie

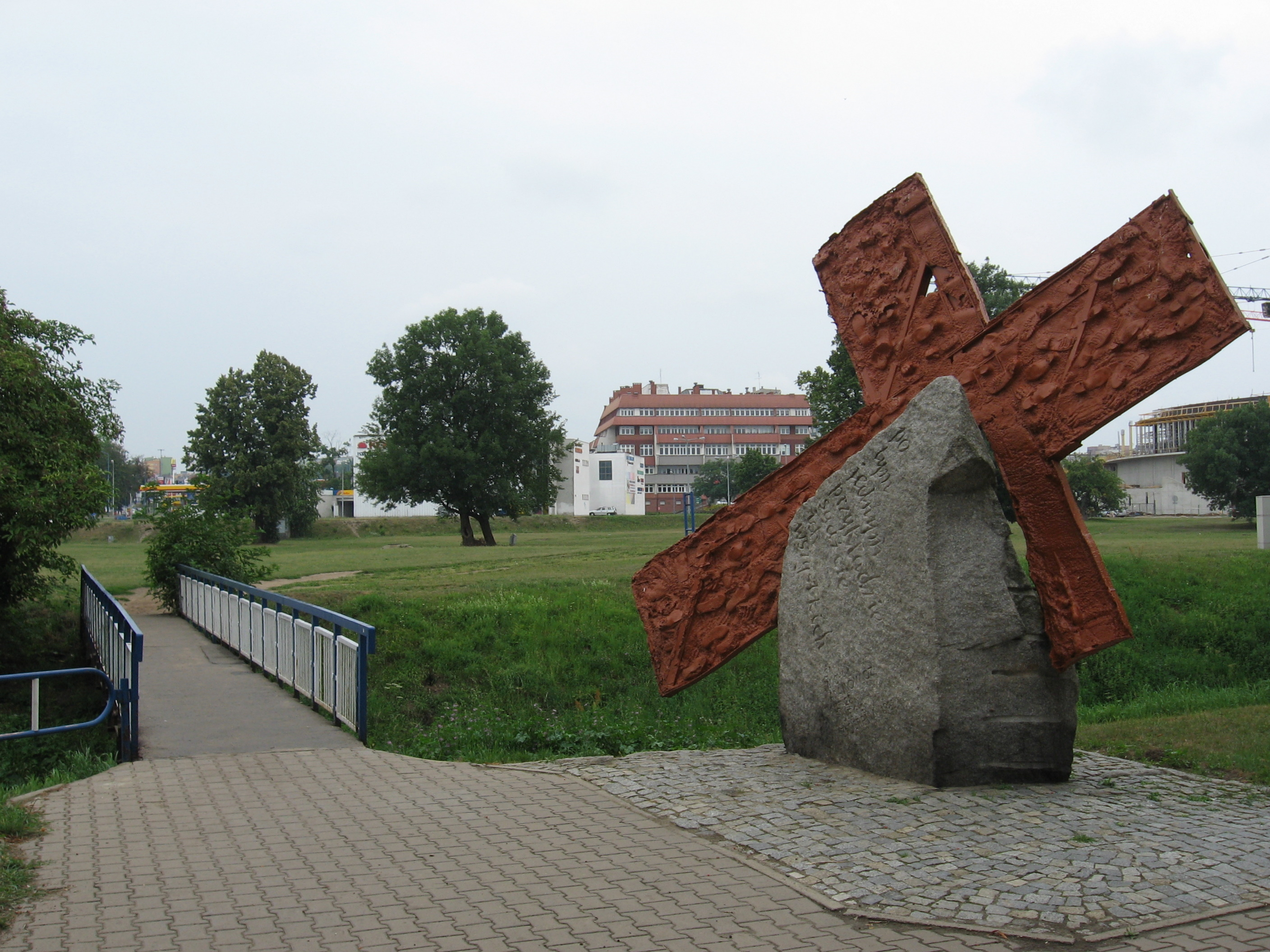
Krzyż postawiony w miejscu ranienia Michała Adamowicza

- W pobliżu miejsca śmiertelnego ranienia Michała Adamowicza umieszczono monument upamiętniający to zdarzenie[12].
- 31 sierpnia 2007 na Nadzwyczajnej Sesji Sejmiku Województwa Dolnośląskiego w Lubinie nadano pośmiertnie tytuł Honorowego Obywatela Dolnego Śląska ofiarom zbrodni lubińskiej: Michałowi Adamowiczowi, Mieczysławowi Poźniakowi i Andrzejowi Trajkowskiemu[13].